# One-Two-GO-vlucht 269
Op 16 september 2007 crashte One-Two-GO-vlucht 269 nadat het vliegtuig na een afgebroken landingspoging een mislukte doorstart maakte. Het vliegtuig kwam naast de startbaan van de Internationale Luchthaven Phuket terecht, raakte een talud, brak in stukken en vloog vervolgens in brand.
Het vliegtuig, een McDonnell Douglas MD-82, had 123 passagiers aan boord, waarvan ongeveer de helft buitenlandse vakantiegangers waren, en 7 bemanningsleden. Het definitieve dodental van de vliegramp is vastgesteld op 90.
Het toestel was van de lagekostenluchtvaartmaatschappij One-Two-GO, een onderdeel van Orient Thai Airlines. Het vliegtuig had vluchtnummer OG 269 en reisde van Bangkok naar Phuket. Het is het dodelijkste vliegtuigongeluk dat plaatsvond in Thailand sinds het ongeluk met Thai Airways-vlucht 261 dat in 1998 aan 101 mensen het leven kostte.